# Llorenç Gomis Sanahuja
Llorenç Gomis Sanahuja (Barcelona, 1924 - 31 de desembre de 2005) fou un escriptor, poeta i periodista català.

## Trajectòria
Va fundar la revista El Ciervo el 1951 juntament amb la seva esposa Roser Bofill, el seu germans Joan i Joaquim Gomis i Sanahuja i un grup d'intel·lectuals cristians. Des de la direcció de la revista va treballar perquè fos una finestra oberta a la democràcia en plena dictadura franquista. Fou conseller de direcció, subdirector i coordinador editorial de La Vanguardia i director d'El Correo Catalán (1977-1982). Fou president de l'Associació de la Premsa de Barcelona i des del 1997 del Consell d'Informació de Catalunya. Va ser professor a la facultat Blanquerna de Comunicació i síndic de greuges a la Universitat Pompeu Fabra. El 1993 va rebre el Premi Ciutat de Barcelona i el 2004 li fou atorgada la Creu de Sant Jordi.

## Obres

### Poesia en castellà
- El caballo (1951)
- El hombre de la aguja en el pajar (1966)
- Oficios y maleficios (1971),
- Libro de Adán y Eva (1978)

### Poesia en català
- Sons i sonets (1968-1972) (1984)
- Déu vos guard i passi-ho bé (1987)

### Assaigs
- La ciudad a medio hacer (1956)
- El sermón del laico (1959)
- El medio media: remedio de las medias de enmedio (Función política de la prensa) (1974, tesi doctoral)
- Teoria dels gèneres periodístics (1989)
- Teoría del periodismo. Como se forma el presente (1991)
- La notícia, dret humà (1993)
- De memòria. Autobiografia (1924-1994) (1996)